# Area archeologica di Potentia
L'area archeologica di Potentia si trova a Porto Recanati in località Santa Maria in Potenza, dove gli scavi stanno riportando alla luce un'antica colonia romana.

## Origine e storia

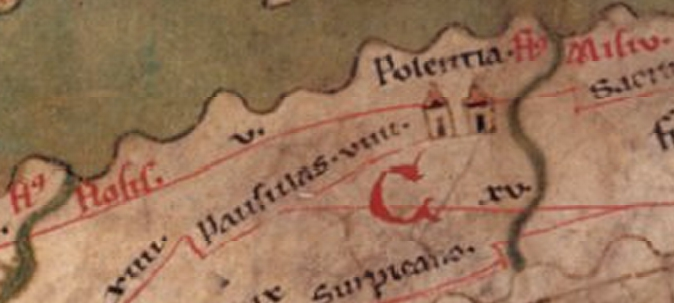
Potentia nella Tavola Peutingeriana, tra i fiumi Flosis (Potenza) e Misco (Musone), (collocati in ordine invertito nord-sud)

I Romani fondarono la città di Potentia, nell'ambito del processo di colonizzazione della costa adriatica. La presenza dell'insediamento, soprattutto nelle prime fasi, è documentata da Plinio il Vecchio, Tito Livio, Tolomeo, Pomponio Mela e Velleio Patercolo.
La sua fondazione è databile tra il 184 a.C. e il 189 a.C. ad opera dei triumviri Marco Fulvio Flacco, Quinto Fulvio Nobiliore e Quinto Fabio Labeone. Fu creata nell'ottica di assicurare terra ai veterani delle guerre puniche e per proteggere il litorale dall'assalto dei pirati illirici, presso un'area vantaggiosa, in cui la presenza del fiume Potenza e della sua foce (allora appena a sud della colonia) assicurava la facilità dei traffici e costituiva un naturale ostacolo contro i nemici In questa colonia o nella gemella Pisaurum si stabilì il poeta Ennio ed è documentata da ritrovamenti fittili la presenza di un'importante famiglia di banchieri, gli Oppii.
La colonia crebbe fra il II e il I secolo a.C., periodo in cui è documentata una notevole attività edilizia pubblica, finanziata da un ceto mercantile attivo e probabilmente florido; non a caso i manufatti rinvenuti nella zona testimoniano la presenza di una fiorente produzione locale di terrecotte, la cui foggia testimonierebbe la presenza di contatti, probabilmente mercantili, con l'area dell'Etruria, del Lazio e del Sannio..
Dopo il 174 a.C. la rarefazione di testimonianze e documenti attesterebbe un momentaneo declino della colonia, forse legato alle guerre civili e al violento terremoto occorso nel 56 a.C., di cui parla Cicerone. In età augustea Potentia prosperò fino a raggiungere la sua massima estensione, contemporaneamente al fiorire della qualità dei manufatti, che mantenne, probabilmente grazie ai traffici, fino al II secolo.
Dopo un forte declino nel III secolo, culminante, secondo il Lilii, nella conquista e nella semidistruzione avvenuta nel 409 da parte di Alarico I, si risollevò nella seconda parte del secolo IV; di questi secoli è l'interramento del tempio, che testimonia la cristianizzazione della colonia. Potentia divenne infatti sede vescovile nel V secolo e il suo vescovo Faustino, degli anni 418-422, che fu legato pontificio in Africa per papa Zosimo e partecipò al Concilio di Cartagine è il primo vescovo documentato delle Marche.
Nonostante la decadenza delle altre città romane della costa, anche durante la guerra greco-gotica Potentia continuò ad essere abitata. L'esistenza della città durò almeno fino all'inizio del secolo VII, come testimoniano i ritrovamenti di fini manufatti africani risalenti a quei periodi, anche se la colonia non viene citata da Procopio di Cesarea nel Bellum Gothicum.
Nonostante la decadenza delle altre città romane della costa, anche durante la guerra greco-gotica Potentia mantenne un certo tenore di vita che durò almeno fino all'inizio del secolo VII, come testimoniano i ritrovamenti di fini manufatti africani risalenti a quei periodi, anche se la colonia non viene citata da Procopio di Cesarea nel Bellum Gothicum.
Dopo il 570, con l'avvento dei longobardi nelle Marche e l'istituzione in queste terre del Ducato di Spoleto, divenne terra di confine, segnando il fiume Musone la frontiera con la Pentapoli bizantina di Ancona, e il fiume Potenza il confine con la Diocesi di Fermo (580).

## Urbanistica
La deduzione della colonia di Potentia è considerata una fondazione ex nihilo in un territorio non occupato precedentemente. La disponibilità di terre fertili, la vicinanza allo sbocco di una vallata fluviale, la quale rappresenta un importante percorso transappeninico di collegamento fra Tirreno e Adriatico, la presenza di una foce fluviale utilizzabile come base portuale, costituiscono alcune delle motivazioni per la scelta del sito per la nuova deduzione. La città era difesa da una cinta muraria costruita dieci anni dopo la deduzione e comprende un territorio che ha un'estensione superiore ai 162.000 m²; l'area effettivamente occupata nel corso del II secolo a.C. era, tuttavia, inferiore rispetto all'area occupata a partire dall'èra volgare.

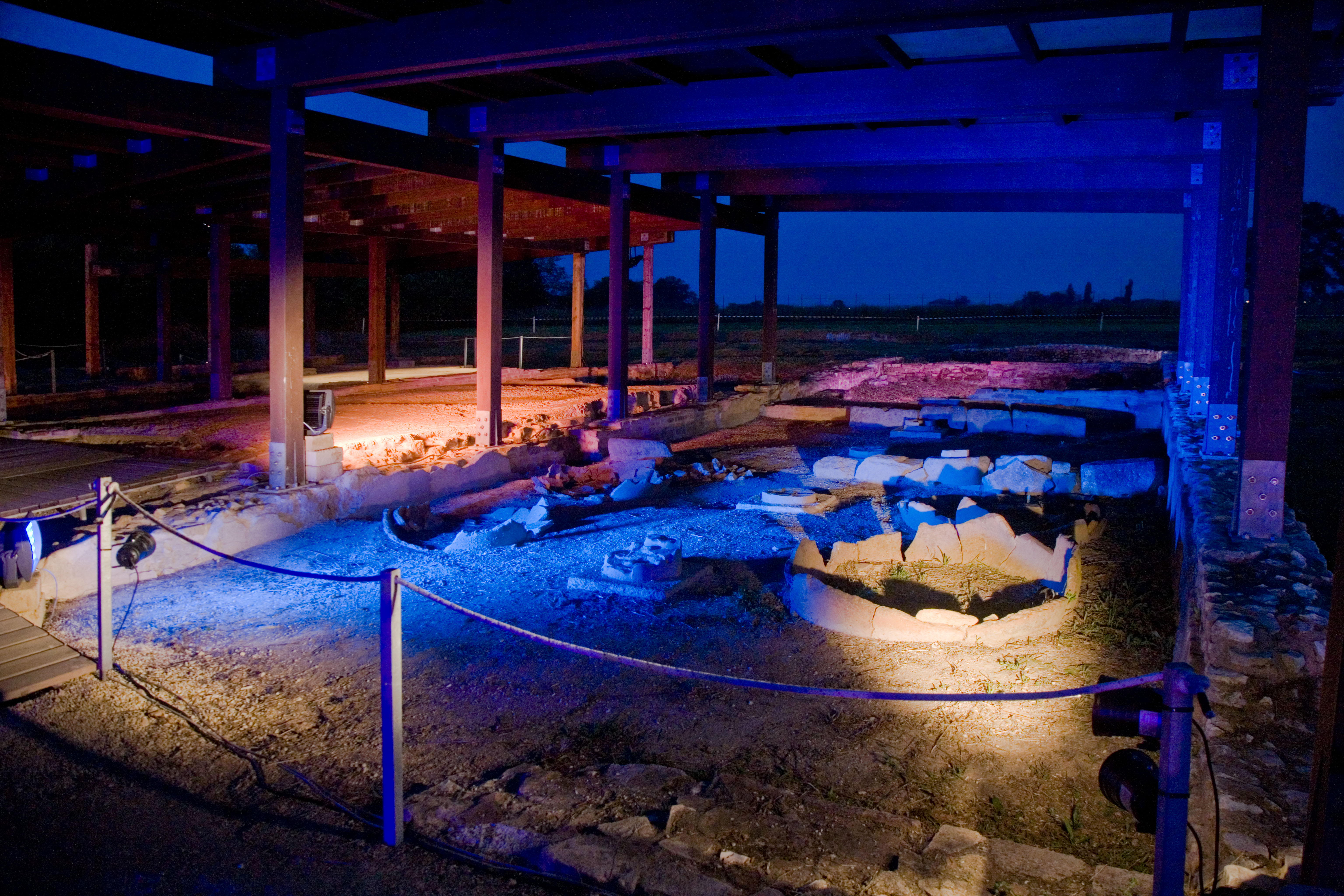
Area archeologica di Potentia

## Scavi archeologici
Nereo Alfieri, uno specialista in topografia antica, localizzò il sito archeologico di Potentia nel 1940. I primi resti architettonici furono indagati negli anni '60 -'70 sotto la direzione di Liliana Mercando. Tra il 1986 e il 2006 sono state organizzate sistematiche campagne di scavo sotto la direzione di Edvige Percossi della Soprintendenza per i Beni Archeologici delle Marche. Questi scavi hanno portato alla luce un tempio tardo repubblicano (II secolo a.C.) circondato da un portico e altri edifici di età repubblicana e imperiale. Il Potenza Valley Survey Project (Università di Gent), sotto la direzione del prof. Frank Vermeulen, ha permesso di comprendere il quadro più ampio del piano e dello sviluppo della città. Grazie all'intensa copertura aerea, agli approcci geomorfologici, alle indagini e agli studi sui manufatti, alle prospezioni geofisiche e allo scavo della porta occidentale della città, esiste ora un'interpretazione cronologica più definita del sito, nonché una mappatura cartografica completa delle sue caratteristiche principali.
Gli scavi archeologici condotti sull'area centrale dell'impianto urbano hanno reso attualmente visibili tratti di strada basolata, i resti di una domus con pavimenti musivi e pareti affrescate, i portici del foro con le annesse tabernae e un tempio su alto podio da cui provengono numerose terrecotte architettoniche. La tipologia del tempio con portico è presente nell'area archeologica La Cuma, a Monte Rinaldo.

## Museo

### Mostra archeologica permanente “Divi & Dei”
Nel centro della città di Porto Recanati all'interno del castello svevo è stata inaugurata nel 2009 la mostra archeologica permanente “Divi & Dei”, che mostra i reperti statuari rinvenuti nella città romana e che, attraverso l'utilizzo di strumenti multimediali ricostruisce la storia di Potentia e completa il percorso culturale per coloro che visitano l'area archeologica romana.

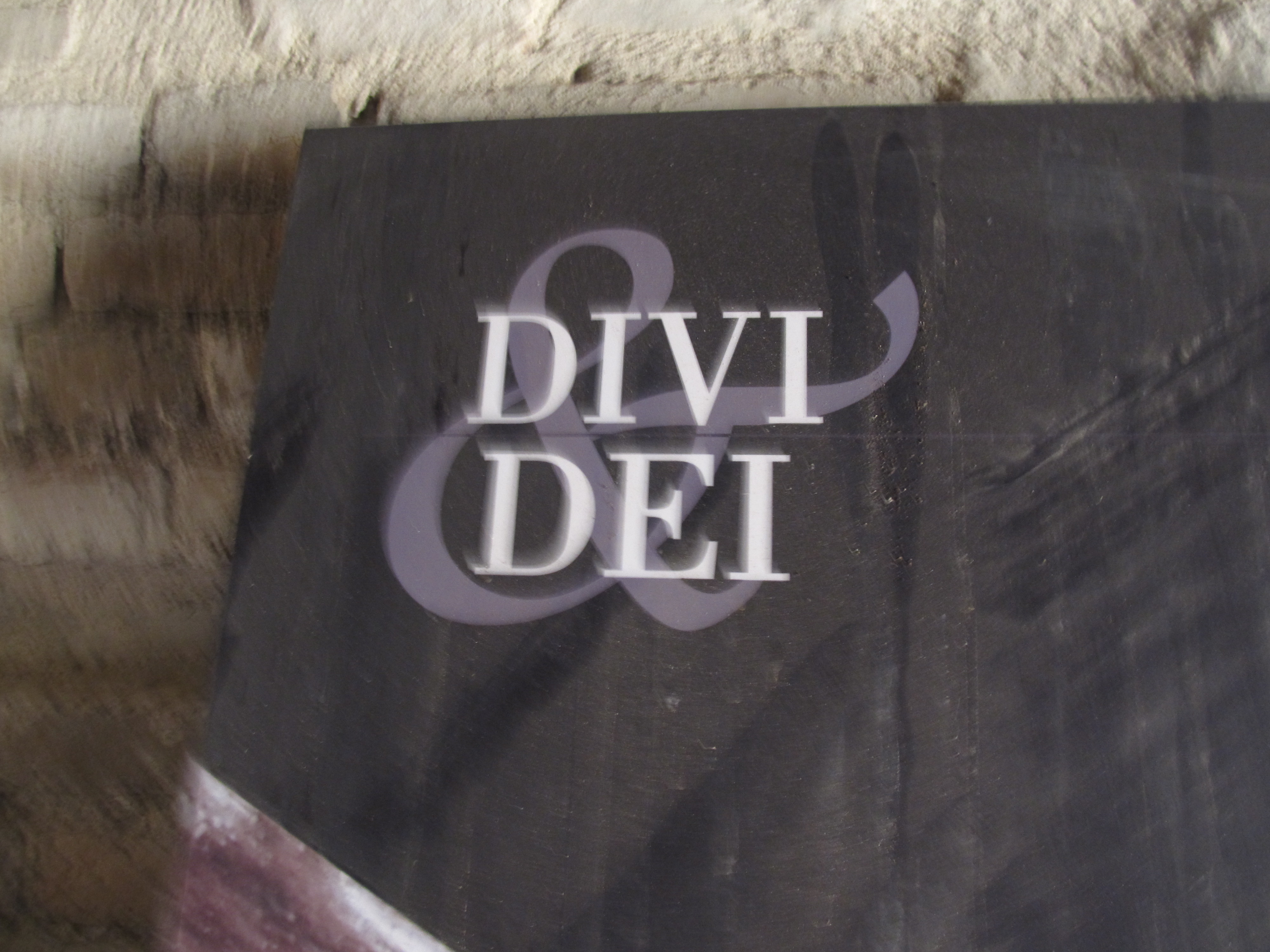
Mostra Archeologica permanente “Divi & Dei”
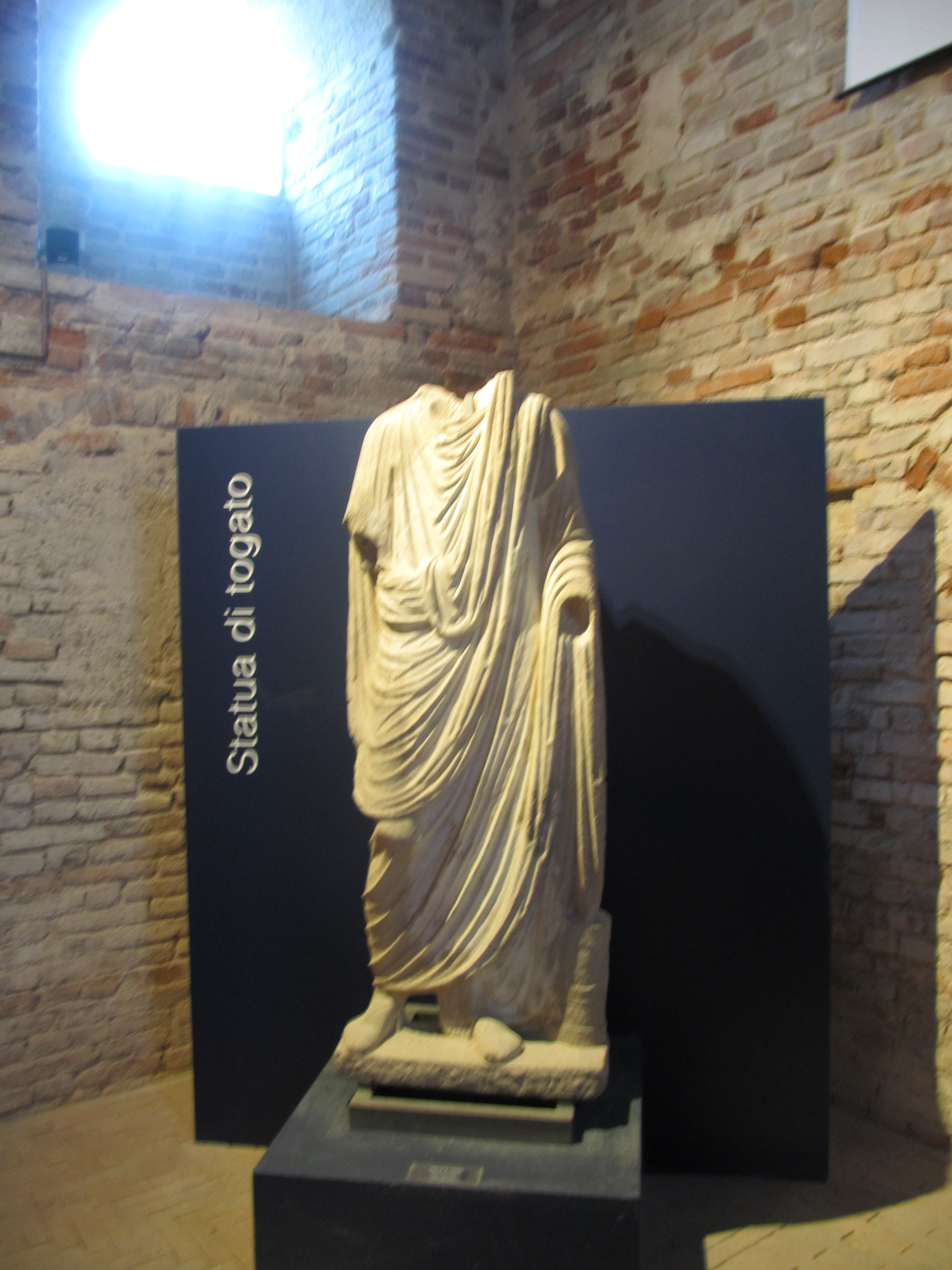
Reperti statuari da Potentia
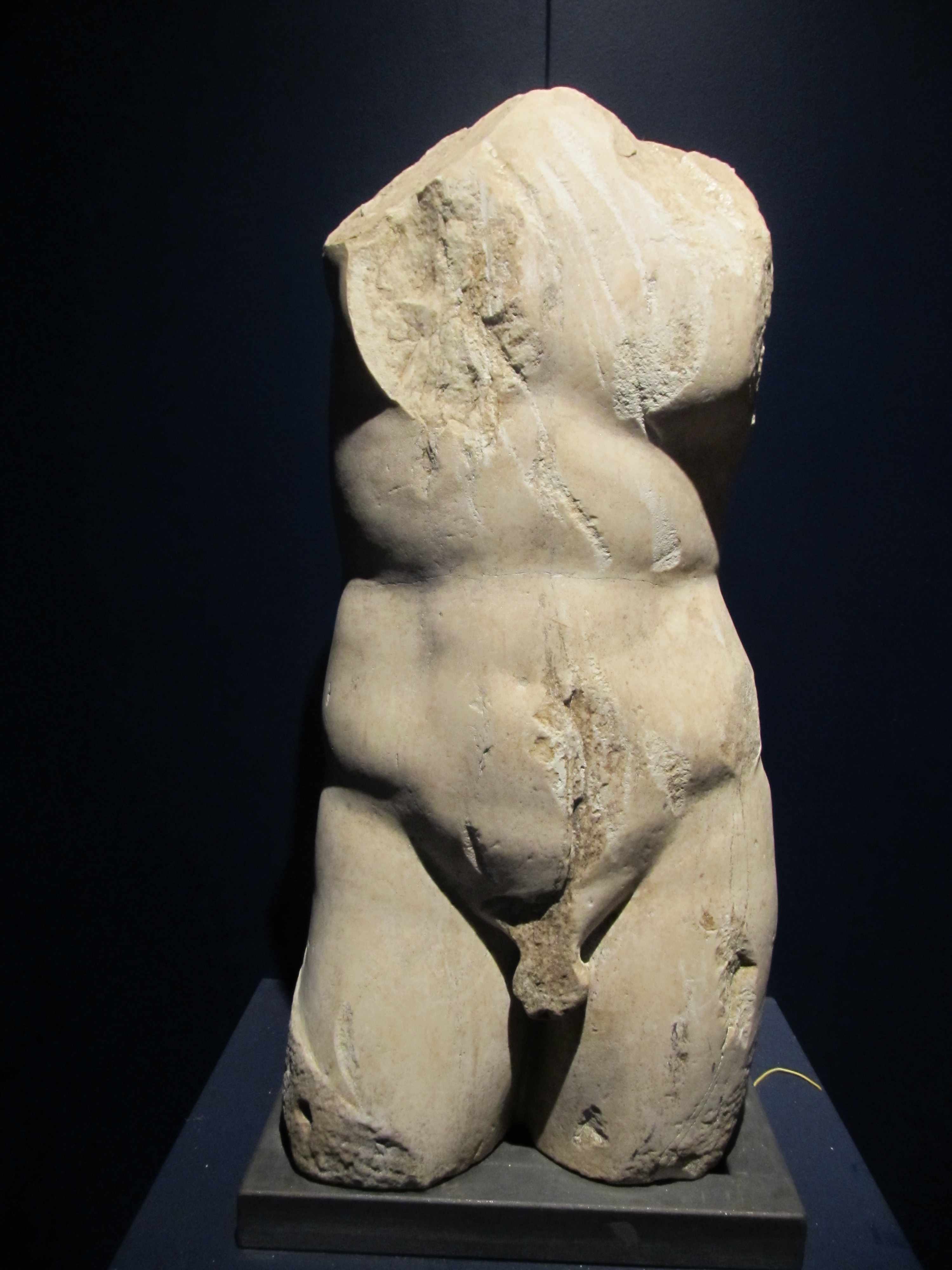
Reperti statuari da Potentia
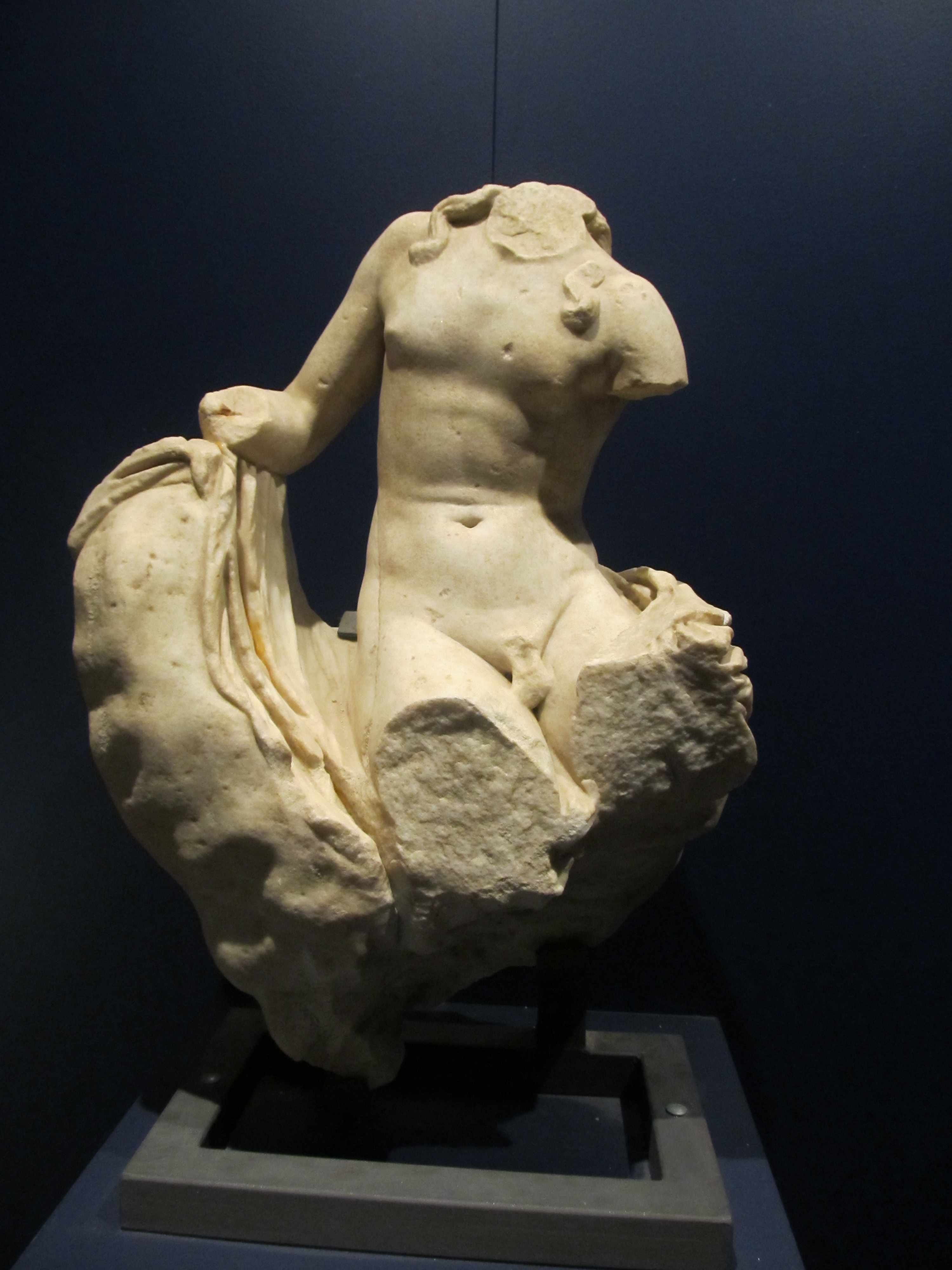
Reperti statuari da Potentia
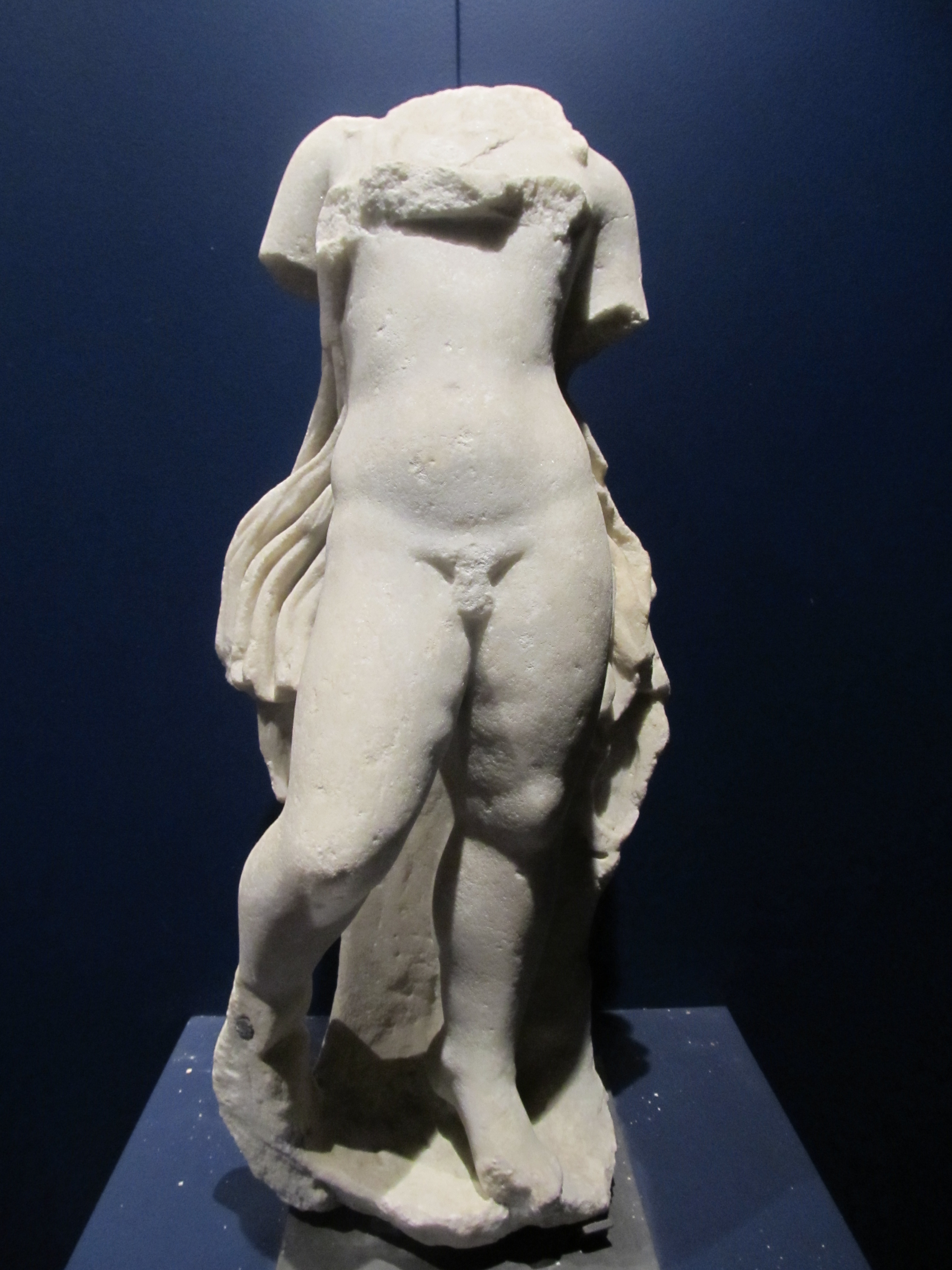
Reperti statuari da Potentia
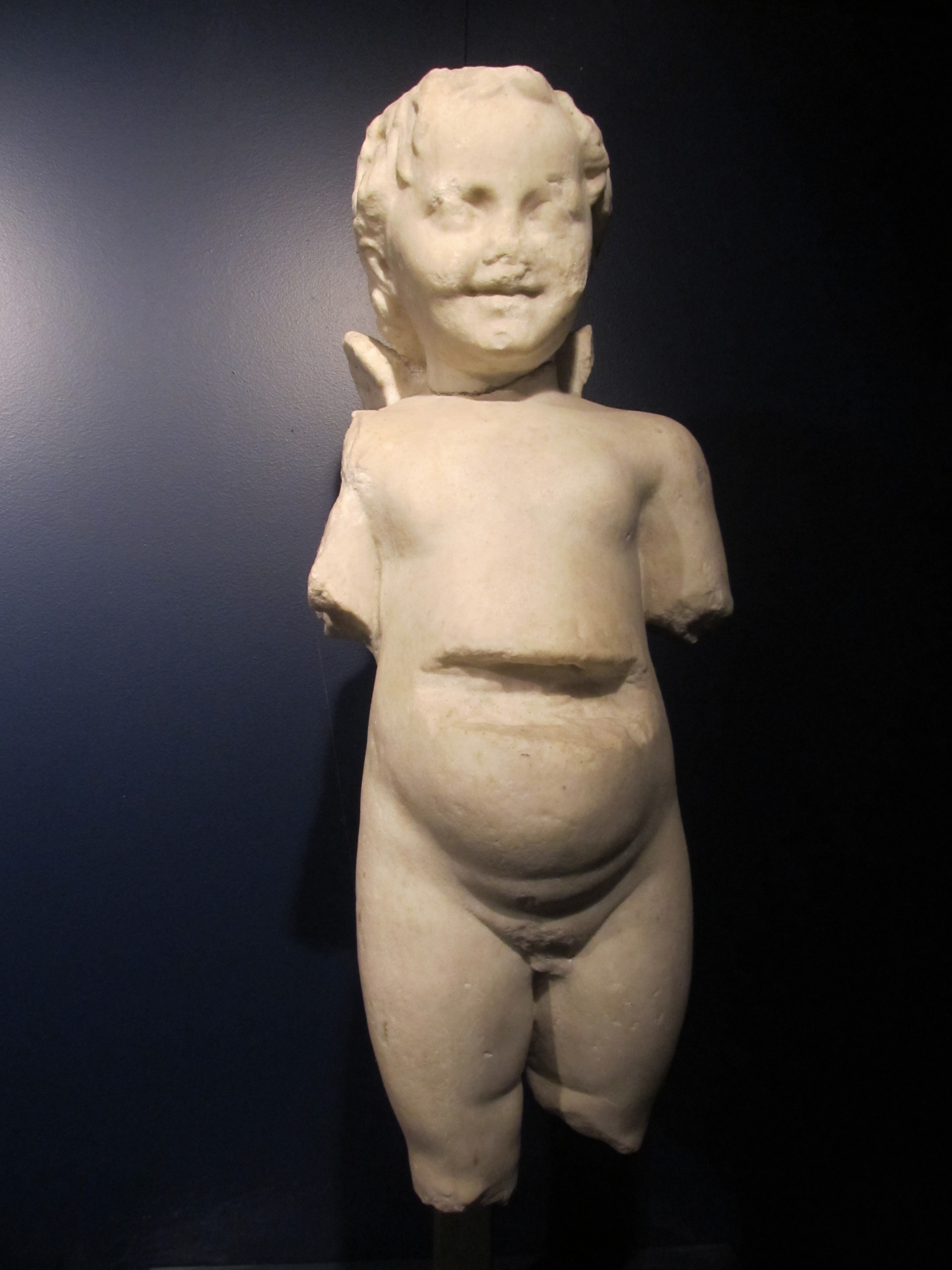
Reperti statuari da Potentia
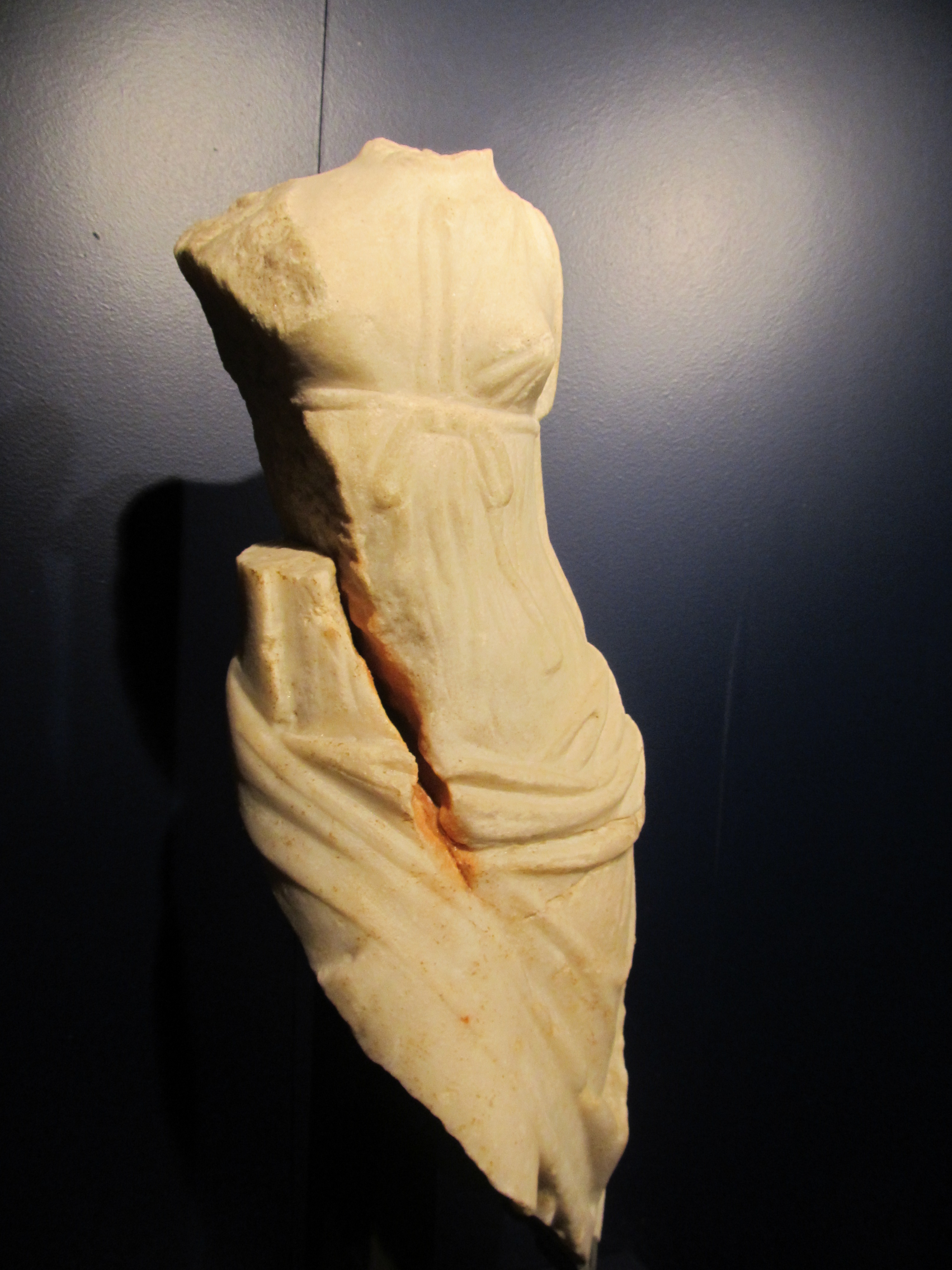
Reperti statuari da Potentia